# 庫班軟口魚
庫班軟口魚（學名：Chondrostoma kubanicum）為輻鰭魚綱鯉形目雅羅魚科軟口魚屬的其中一種，分布於歐洲俄羅斯庫邦河流域，體長可達35公分，棲息在礫石底質、水流快速的山區溪流底中層水域，以有機碎屑、底棲無脊椎動物為食，生活習性不明。

## 扩展阅读
維基物種上的相關：庫班軟口魚